# Lisa Kolb
Lisa Kolb (* 4. Mai 2001 in Gmunden oder Vöcklabruck) ist eine österreichische Fußballspielerin, die seit 2021 für den SC Freiburg und seit 2020 für die österreichische Nationalmannschaft spielt.

## Karriere

### Verein
Lisa Kolb startete ihre Vereinslaufbahn 2009 beim VBSC Vöcklabrucker Sportclub, in der Saison 2015/16 spielte sie für Sportunion Volksbank Vöcklamarkt. 2015 war sie Torschützenkönigin der U-14-Bundesmeisterschaft. Im Juli 2016 wechselte sie zu Union Kleinmünchen in Linz, ab 2018/19 lief sie für Sturm Graz auf. Bei der Wahl zur Fußballerin des Jahres landete sie Ende 2018 auf dem sechsten Platz. Eine Rückenverletzung zwang sie zu einer Spielpause vom Frühjahr 2019 bis zum Sommer 2020, im Herbst 2019 erfolgte ihr Wechsel zum SV Neulengbach. In St. Pölten besuchte sie von 2015 bis 2020 die ÖFB-Frauen-Akademie, wo sie 2020 die Matura ablegte.
Im April 2021 wurde ihr Wechsel zum deutschen Bundesligisten SC Freiburg mit Beginn der Saison 2021/22 bekannt. Bei der vom Österreichischen Fußball-Bund (ÖFB) organisierten und unter den Trainern und Fans der Planet Pure Frauen-Bundesliga durchgeführten Wahl wurde sie vor Mateja Zver und Katja Wienerroither zur Spielerin der Saison 2020/21 gewählt. Anfang 2023 wurde ihr Vertrag beim SC Freiburg verlängert.

### Nationalmannschaft
Kolb absolvierte Einsätze in den U17- und U19-Nationalteams.
Von ÖFB-Teamchefin Irene Fuhrmann wurde sie erstmals in den Kader Österreichs für das EM-Qualifikationsspiel gegen Frankreich am 27. Oktober 2020 in Wiener Neustadt einberufen. Ihr Debüt im österreichischen Frauen-A-Team gab sie am 27. November 2020 bei der 0:3-Niederlage im Auswärtsspiel gegen Frankreich, wo sie in der 75. Minute für Barbara Dunst eingewechselt wurde. Ihr erstes Tor für das Nationalteam erzielte sie am 23. Februar 2022 beim 3:0-Testspiel-Sieg gegen die Schweiz in Marbella.
Sie wurde zunächst in den Kader für die Endrunde der Europameisterschaft nominiert, aufgrund eines positiven COVID-19-Test konnte sie allerdings nicht nach England reisen.

## Erfolge
- DFB-Pokal-Finalist 2023 (mit dem SC Freiburg)[22][23]
- Torschützenkönigin der Saison 2020/21

## Auszeichnungen
- 2021: Auszeichnung als Spielerin der Saison 2020/21 der Planet Pure Frauen-Bundesliga[10][11]
- 2021: Auszeichnung als Spielerin der Saison im Rahmen der 25. Bruno-Gala[24][25]